# تعليم المقهورين
تعليم المقهورين أو أصول تربية المضطهدين (بالبرتغالية: Pedagogia do Oprimido) كتاب ثوري في مجاله كتبه المعلم البرازيلي باولو فريري ونشر سنة 1968 بالبرتغالية وترجمته مايرا راموس للإنجليزية ونشر سنة 1970، واعتبر هذا الكتاب من النصوص المؤسسة لعلم أصول التربية النقدي، ترجمه إلى العربية الدكتور يوسف نور عوض ونشرته دار القلم في بيروت سنة 1980.
اعتماداً على عمله في تعليم الناشئين البرازيليين القراءة والكتابة؛ درس الكاتب العلاقة بين طرفي الاستعمار المستعمِر والمستعمَر معتمداً على تحليلات صفية ماركسية مفصّلة.
سمّى الكاتب طرق التعليم التقليدية القائمة على التلقين والاسترجاع بنظام التعليم البنكي؛ لأنه يعامل الطالب كوعاء فارغ يُملأ بالمعرفة كالحصّالة تماماً. بينما يرى الكاتب أن أصول التربية يجب أن تعتمد على معالجة الطالب كمشارك متفاعِل مع المعرفة.
بيعت الكتاب أكثر من 750.000 نسخة عبر العالم.

## الخلفية والنشر
بسبب الانقلاب العسكري في البرازيل عام 1964، حيث تم إنشاء دكتاتورية عسكرية بدعم من الولايات المتحدة، تم نفي باولو فريري من وطنه، واستمر هذا النفي لمدة 16 عامًا. بعد إقامة قصيرة في بوليفيا، انتقل إلى تشيلي في نوفمبر 1964 وبقي هناك حتى أبريل 1969، عندما قبل منصبًا مؤقتًا في جامعة هارفارد. أثرت إقامته التي استمرت أربع سنوات ونصف في تشيلي على فكره من الناحية الفكرية والتربوية والأيديولوجية، وساهمت بشكل كبير في النظريات والتحليلات التي قدمها في كتابه تعليم المقهورين.

في كلمات فريري نفسه:
 "عندما كتبت [تعليم المقهورين]، كنت مقتنعًا تمامًا بمشكلة الطبقات الاجتماعية. بالإضافة إلى ذلك، كتبت هذا الكتاب بناءً على تجربتي الواسعة مع الفلاحين في تشيلي، حيث كنت مقتنعًا تمامًا بعملية الهيمنة الأيديولوجية وما تعنيه. عندما كنت أستمع إلى حديث الفلاحين، كنت أعيش المشكلة الكاملة لآلية الهيمنة (التي أحللها في الفصل الأول من الكتاب)... بالتأكيد، في كتاباتي الأولى لم أصرح بذلك بوضوح، لأنني لم أكن أدركه بعد بهذه الطريقة... تعليم المقهورين هو أيضًا كتاب مرتبط تمامًا بواقع تاريخي."
كتب فريري تعليم المقهورين بين عامي 1967 و1968 أثناء إقامته في الولايات المتحدة. وقد كُتب في الأصل بلغته الأم، البرتغالية، ونُشر لأول مرة بالإسبانية عام 1968، تلتها النسخة الإنجليزية بترجمة مايرا بيرغمان راموس عام 1970. أما النسخة البرتغالية الأصلية، فقد صدرت في البرتغال عام 1972 وفي البرازيل عام 1974. على الرغم من تعرض ترجمة راموس لبعض الانتقادات، إلا أن فريري وافق عليها وشارك في عملية الترجمة كمستشار.

## تلخيص
يتكون كتاب تعليم المقهورين من أربعة فصول ومقدمة. يتضمن الجزء التمهيدي إهداءً يقول: "إلى المقهورين، وإلى أولئك الذين يعانون معهم ويكافحون إلى جانبهم."

### المقدمة
في المقدمة، يضع باولو فريري الأساس لأفكاره ويوضح العقبات المحتملة التي قد تواجهها نظرياته. يشرح أن أفكاره نشأت من تجربته كمعلم، سواء في البرازيل أو خلال منفاه السياسي. لاحظ فريري أن طلابه لديهم خوف غير واعٍ من الحرية، أو بالأحرى، خوف من تغيير العالم كما هو. كما يناقش النقد المحتمل لكتابه، موضحًا أنه موجه للراديكاليين—أي أولئك الذين يرون العالم متغيرًا وسائلاً. ويقر بأن حجته قد تفتقر إلى بعض العناصر الضرورية لتطوير نماذج تربوية تتناسب مع الواقع المادي القائم، لكنه يؤكد أن أفكاره مستمدة من التجربة وليس مجرد نظريات مجردة.

### الفصل الأول: ضرورة التربية التحررية
يوضح فريري في هذا الفصل سبب اعتقاده بضرورة وجود تربية تحررية، مؤكدًا أن المشكلة الأساسية للبشرية تكمن في تحقيق الهوية الإنسانية، وهي هوية يسعى الجميع إليها، لكن القهر يمنع العديد من الناس من تحقيقها، وهو ما يسميه فريري نزع الإنسانية. يحدث هذا بسبب الظلم والاستغلال والقمع، حيث يتم التعامل مع الأفراد كأشياء بدلاً من كائنات بشرية. ويهدف الكتاب إلى مساعدة المقهورين في استعادة إنسانيتهم الكاملة من خلال الوعي والتحرر.
يشير فريري إلى أن هناك خطرًا يتمثل في أن المقهورين عندما يقاومون القهر، قد يتحولون إلى نسخ من القاهرين، مما يؤدي إلى استمرار دورة القمع. لذا، يجب عليهم أولًا تحديد القاهرين وفهم هدفهم، وهو السعي للسيطرة المادية على الآخرين. فالقاهرون لا يدركون بالضرورة أنهم يمارسون القهر، لكنهم يضعون الملكية فوق الإنسانية، مما يؤدي إلى تجريدهم هم أنفسهم من إنسانيتهم. لذلك، الهدف ليس فقط استعادة القوة، بل تحقيق مجتمع تتحقق فيه إنسانية الجميع دون قهر.
يؤكد فريري أن الخطوة التالية في التحرر هي الحوار، حيث يجب على المقهورين التحدث مع بعضهم البعض من أجل تحقيق التحرر الإنساني. كما يحذر من الأشخاص الذين يحاولون "مساعدة" المقهورين دون أن يفهموا تجربتهم بالكامل، مشيرًا إلى أن التغيير الحقيقي يجب أن ينبع من داخل المقهورين أنفسهم.

### الفصل الثاني: نقد نموذج التعليم البنكي
يقدم فريري في هذا الفصل نقدًا لنظام التعليم التقليدي الذي يسميه النموذج البنكي للتعليم. وفقًا له، يقوم هذا النظام على مبدأ أن المعلم هو المصدر الوحيد للمعرفة، بينما يُنظر إلى الطلاب على أنهم مجرد أوعية فارغة يتم ملؤها بالمعلومات. هذا النموذج يجعل التعليم عملية تلقين لا علاقة لها بالحياة الواقعية، مما يؤدي إلى خلق متعلمين سلبيين غير قادرين على التفكير النقدي. يرى فريري أن هذا النوع من التعليم يعزز القهر، لأنه يرسخ فكرة أن المعلم يملك المعرفة المطلقة، بينما يُجبر الطلاب على قبول ما يُقال لهم دون نقاش. يدعو فريري إلى التخلي عن هذا النموذج واعتماد نموذج التعليم الحواري أو القائم على حل المشكلات، حيث يصبح التعلم عملية تفاعلية بين المعلم والطلاب، مما يعزز التفكير النقدي والمساواة، ويمنع استمرار القهر.

### الفصل الثالث: أهمية الحوار
يوسع فريري في هذا الفصل مفهوم الحوار باعتباره أداة للتحرر. يوضح أن الكلمات ليست مجرد أدوات للتواصل، بل يجب أن تعكس الفعل والتفكير معًا. فالحوار الحقيقي يتطلب الحب، والتواضع، والثقة المتبادلة، وهو ما يسمح للأفراد بفهم العالم وتسميته وفقًا لتجاربهم الخاصة. يشدد فريري على أن المربين يلعبون دورًا رئيسيًا في تشكيل رؤية الطلاب للعالم، وعليهم أن يستخدموا اللغة بحيث تتناسب مع تجارب المتعلمين. كما يطرح مفهوم التحقيق الموضوعي، الذي يشير إلى ضرورة فهم المشكلات الاجتماعية والتاريخية التي تواجه المقهورين، حيث غالبًا ما يكون المقهورون غير قادرين على رؤية هذه المشكلات بسبب تأثير القاهرين الذين يستغلون هذا الجهل لصالحهم. ويؤكد على ضرورة أن يعمل المعلمون والطلاب معًا لفهم الماضي والحاضر بشكل نقدي.

#### الفصل الرابع: آليات القمع والتحرر
في الفصل الأخير، يوضح فريري كيف يمكن للمقهورين تحقيق التحرر، ويحلل الأساليب التي يستخدمها القاهرون للحفاظ على القمع. يسمي هذه الأساليب بـ الأفعال المضادة للحوار، وتشمل:
1. الغزو: حيث يفرض القاهرون أفكارهم على المقهورين دون السماح لهم بالمشاركة في الحوار.
2. التلاعب: حيث يستخدم القاهرون وسائل مختلفة للتحكم في المقهورين وإبقائهم تحت السيطرة.
3. التقسيم والسيطرة: من خلال إثارة الانقسامات بين المقهورين لمنعهم من الاتحاد ضد القهر.
4. الغزو الثقافي: حيث يُفرض على المقهورين تبني ثقافة القاهرين بدلاً من ثقافتهم الخاصة.

في المقابل، يطرح فريري أفعال الحوار كوسائل لتحقيق التحرر، وتشمل:
1. الوحدة: حيث يجب أن يتحد المقهورون في مواجهة القهر.
2. التعاطف: يجب أن يدركوا أن تحررهم هو جزء من تحرر البشرية جمعاء.
3. التنظيم: من خلال بناء حركات جماعية تقود إلى التغيير الحقيقي.
4. التفاعل الثقافي: حيث يعمل الجميع معًا على إنتاج ثقافة جديدة قائمة على الحرية والمساواة.

## الانتشار
اعتمد الكتاب كمرجع لإعداد وتدريب المعلمين على نطاق واسع في العالم، وبينت دراسة أعدها سنة 2003 ديفيد ستاير وسوزان روزن أن الكتاب معتمد من المدارس التربوية من أعلى مستوى.